# Храм Тихвинской иконы Божией Матери (Суздаль)
Храм Тихвинской иконы Божией Матери (Тихвинский храм) — недействующий православный храм в Суздале, расположенный на правом берегу реки Каменки. Храм, освящённый в честь Тихвинской иконы Божией Матери, был построен, по разным данным, в конце XVII века или начале XVIII века и дошёл до наших дней без алтарной части (апсиды) и паперти с шатровой колокольней.
Тихвинский храм стоит на месте древнего Андреевского монастыря, разрушенного, по-видимому, во времена польского нашествия. Каменный Тихвинский храм с престолом Андрея Первозванного был построен в Кожевенной слободе вместо двух более древних деревянных храмов — Петропавловского и Андрея Первозванного.
Массивный четверик украшен по углам парными полуколоннами, декоративными наличниками, трёхчастными на боковых фасадах, и резным порталом. Верхняя часть здания обрамлена карнизом из тёсаных кирпичей с полукруглыми арочками. Четырёхскатное кровельное покрытие завершается фигурной главкой, поставленной на высокий барабан с кокошниками.
Шатровая колокольня Тихвинского храма была разрушена в 1930-х годах.
В настоящее время не действует.